# Notová osnova

Notová osnova - linky, mezery a jejich číslování

Notová osnova je systém složený z pěti linek a čtyř mezer určený k zaznamenání notového zápisu (not, pomlk a ostatních hudebních znamének).
Pro zápis not, které jsou výškově mimo "kapacitu" osnovy, se používají pomocné linky, jejichž délka však pouze mírně přesahuje šířku hlavičky standardní noty. Nota může být umístěna na lince nebo v mezeře. Noty v notové osnově se čtou zleva doprava, vícezvuky zpravidla zdola nahoru.
Linky notové osnovy se číslují (počítají) zdola nahoru, pomocné linky se číslují ve směru od osnovy (když jsou pod osnovou, počítají se směrem dolů, když jsou nad osnovou, počítají se směrem nahoru).

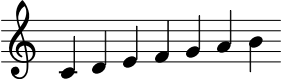
Příklad: c, d, e, f, g, a, h

Na přesné určení polohy not (a tím výšky tónů) v zápisu je potřeba notový klíč, který se nachází na začátku každé osnovy. Klíč určuje tzv. referenční notu, od které se poté počítají všechny ostatní noty. Klíče se zpravidla volí tak, aby notový zápis obsahoval co nejméně pomocných čar.
Do notové osnovy se zapisují jednotlivé noty tak, jak za sebou následují tóny v diatonické stupnici ve směru zdola nahoru, a to střídavě na linky a do mezer (když je první tón stupnice na lince, druhý je v mezeře, třetí zase na lince, atd.). Například pro stupnici C-dur v houslovém klíči je „c1" (jednočárkové c) na první pomocné lince pod osnovou, následuje tón „d1“, který je (těsně) pod osnovou, „e1“ je na první lince, „f1“ je v první mezeře, „g1“ je na druhé lince, „a1“ je v druhé mezeře a „h1“ je na třetí lince (viz obr.).